# Сара Кутнер
Сара Кутнер (на немски: Sarah Kuttner) е германска телевизионна водеща, журналистка и писателка, авторка на бестселъри в жанровете чиклит и любовен роман.

## Биография и творчество
Сара Кутнер е родена на 29 януари 1979 г. в Берлин, ГДР. Баща ѝ е радиоводещият Юрген Кутнер. През 1999 г. завършва гимназия „Джон Ленън“ в Берлин.
След дипломирането си отива на 6-месечен стаж като помощник редактор в кореспондентското бюро на „Шпигел“ в Лондон. През 2000 г. се връща в Берлин и тръгва по стъпките на баща си, като кара стаж в младежкото радио „Фриц“ на Радио Берлин.
През 2001 г. е избрана за водеща в кастинг на телевизия „Вива“ в Кьолн. Популярността ѝ се увеличава бързо, особено след излизането ѝ на страниците на „Плейбой“ през 2003 г., а през 2004 г. вече води свое предаване – „Шоуто на Сара Кутнер“. През 2005 г. шоуто е преместено в „МТВ Германия“ и се излъчва до юни 2006 г., когато е спряно поради високи разходи. Същата година прави репортажи за телевизия ARD от Световното първенство по футбол.
В периода 2007 – 2008 г. заедно с баща си води седмичното радиошоу „Кутнер и Кутнер“ в радио „Едно“. В периода 2007-2009 г. прави комедийно шоу по SAT1 и предаване по ARD. През 2010 г. е водеща в шоуто „Г-жа Кутнер и г-н Кафка“ по 3sat. През 2014 г. по „ZDFneo“ стартира форматът ѝ „Кутнер плюс две“.
Заедно с работата си в радиото и телевизията тя пише и като колумнист в „Зюддойче Цайтунг“ и в „Мюзик Експрес“. Материалите ѝ са публикувани в отделни сборници през 2006 и 2007 г.
Първият ѝ роман „Дефектен екземпляр“ е публикуван през 2009 г. и става бестселър в продължение на седмици. През 2015 г. той е екранизиран във филма „Mängelexemplar“ с участието на Катя Риман, Йоахим Пол Асбьок и Клаудия Ейсингер.
Вторият ѝ роман „Wachstumsschmerz“ (Болки на растежа) е издаден през 2011 г.
Сара Кутнер живее в Берлин.

## Произведения

### Самостоятелни романи
- Mängelexemplar (2009)
Дефектен екземпляр, изд.: „Ера“, София (2010), прев. Александра Попова
- Wachstumsschmerz (2011)
- 180° Meer (2016)

### Сборници
- Das oblatendünne Eis des halben Zweidrittelwissens (2006) – публикации
- Die anstrengende Daueranwesenheit der Gegenwart (2007) – публикации

### Екранизации
- 2015 Mängelexemplar